# Пази се от приятелки
„Пази се от приятелки“ е петият студиен албум на певицата Преслава. Издаден е от музикална компания „Пайнер“ на 25 септември 2009 г. Включва 14 песни, сред които са хитовете „Феномен“ и „Новата ти“.

## Песни
| #  | Песен                                  | Музика             | Аранжимент        | Текст            |
| -- | -------------------------------------- | ------------------ | ----------------- | ---------------- |
| 1  | Феномен                                | Димитър Петров     | Димитър Петров    | Мариета Ангелова |
| 2  | Обещай ми                              | Димитър Петров     | Димитър Петров    | Мариета Ангелова |
| 3  | Пази се от приятелки                   | Калин Димитров     | Калин Димитров    | Мариета Ангелова |
| 4  | Силните мъже                           | Калин Димитров     | Калин Димитров    | Росен Димитров   |
| 5  | Новата ти                              | Пламен Стойчев     | Пламен Стойчев    | Мариета Ангелова |
| 6  | Червена точка                          | Даниел Ганев       | Даниел Ганев      | Росен Димитров   |
| 7  | Бързо ли говоря? (дует с Борис Дали)   | Калин Димитров     | Калин Димитров    | Мариета Ангелова |
| 8  | Зле разпределени                       | Калин Димитров     | Калин Димитров    | Росен Димитров   |
| 9  | Усещане за Мерилин (дует с Константин) | Калин Димитров     | Калин Димитров    | Росен Димитров   |
| 10 | Наивница на годината                   | Branimir Mihalevic | Светослав Лобошки | Мариета Ангелова |
| 11 | От добрите момичета                    | Калин Димитров     | Калин Димитров    | Мариета Ангелова |
| 12 | Не можеш да си влюбен                  | Даниел Ганев       | Даниел Ганев      | Лиляна Димова    |
| 13 | Умирам                                 | Димитър Петров     | Мартин Биолчев    | Мариета Ангелова |
| 14 | Откакто те познавам                    | Калин Димитров     | Светослав Лобошки | Мариета Ангелова |

## Видеоклипове
| Видеоклип           | Премиера | Албум                | Режисьор                |
| ------------------- | -------- | -------------------- | ----------------------- |
| Новата ти           | 2008     | Пази се от приятелки | Людмил Иларионов – Люси |
| От добрите момичета | 2008     | Пази се от приятелки | Людмил Иларионов – Люси |
| Червена точка       | 2009     | Пази се от приятелки | Людмил Иларионов – Люси |
| Бързо ли говоря     | 2009     | Пази се от приятелки | Николай Нанков          |
| Феномен             | 2009     | Пази се от приятелки | Людмил Иларионов – Люси |
| Усещане за Мерилин  | 2009     | Пази се от приятелки | Николай Нанков          |

## ТВ Версии
| Видеоклип            | Албум                | Програма                                   |
| -------------------- | -------------------- | ------------------------------------------ |
| Силните мъже         | Пази се от приятелки | Коледна програма „Приказна Коледа“         |
| Новата ти            | Пази се от приятелки | Новогодишна програма „Новогодишна виелица“ |
| От добрите момичета  | Пази се от приятелки | Новогодишна програма „Новогодишна виелица“ |
| Пази се от приятелки | Пази се от приятелки |                                            |

## Музикални изяви

### Участия в концерти
- 7 години телевизия „Планета“ – изп. „Новата ти“ и „От добрите момичета“
- Награди на телевизия „Планета“ за 2008 г. – изп. „Силните мъже“, „Новата ти“ и „Червена точка“
- Награди на списание „Нов фолк“ за 2008 г. – изп. „Новата ти“ и „Червена точка“
- Турне „Планета Дерби“ 2009 – изп. „От добрите момичета“, „Новата ти“, „Зле разпределени“, „Бързо ли говоря“ и „Червена точка“
- 8 години телевизия „Планета“ – изп. „Феномен“ и „Не ми пречи“